# Dorney Lake
Dorney Lake, znane też jako Eton College Rowing Centre – sztuczny zbiornik wodny w hrabstwie Buckinghamshire w Anglii, zbudowany w latach 1996-2006 specjalnie z myślą o uprawianiu na nim wioślarstwa i będący własnością elitarnej szkoły średniej Eton College. Najbliższą miejscowością od obiektu jest wieś Dorney, od której czerpie on swą nazwę.
Obiekt ma 2200 metrów długości, zaś jego szerokość pozwala na wydzielenie ośmiu torów wyścigowych oraz osobnego, oddzielonego toru dla osad powracających z mety na linię startu. W roku 2006 odbyły się na nim mistrzostwa świata w wioślarstwie. W czasie igrzysk olimpijskich w 2012 roku zostały na nim rozegrane wszystkie konkurencje wioślarskie, a także sprint kajakarski. Wioślarze rywalizowali również podczas igrzysk paraolimpijskich.